# 九龍站公共運輸交匯處

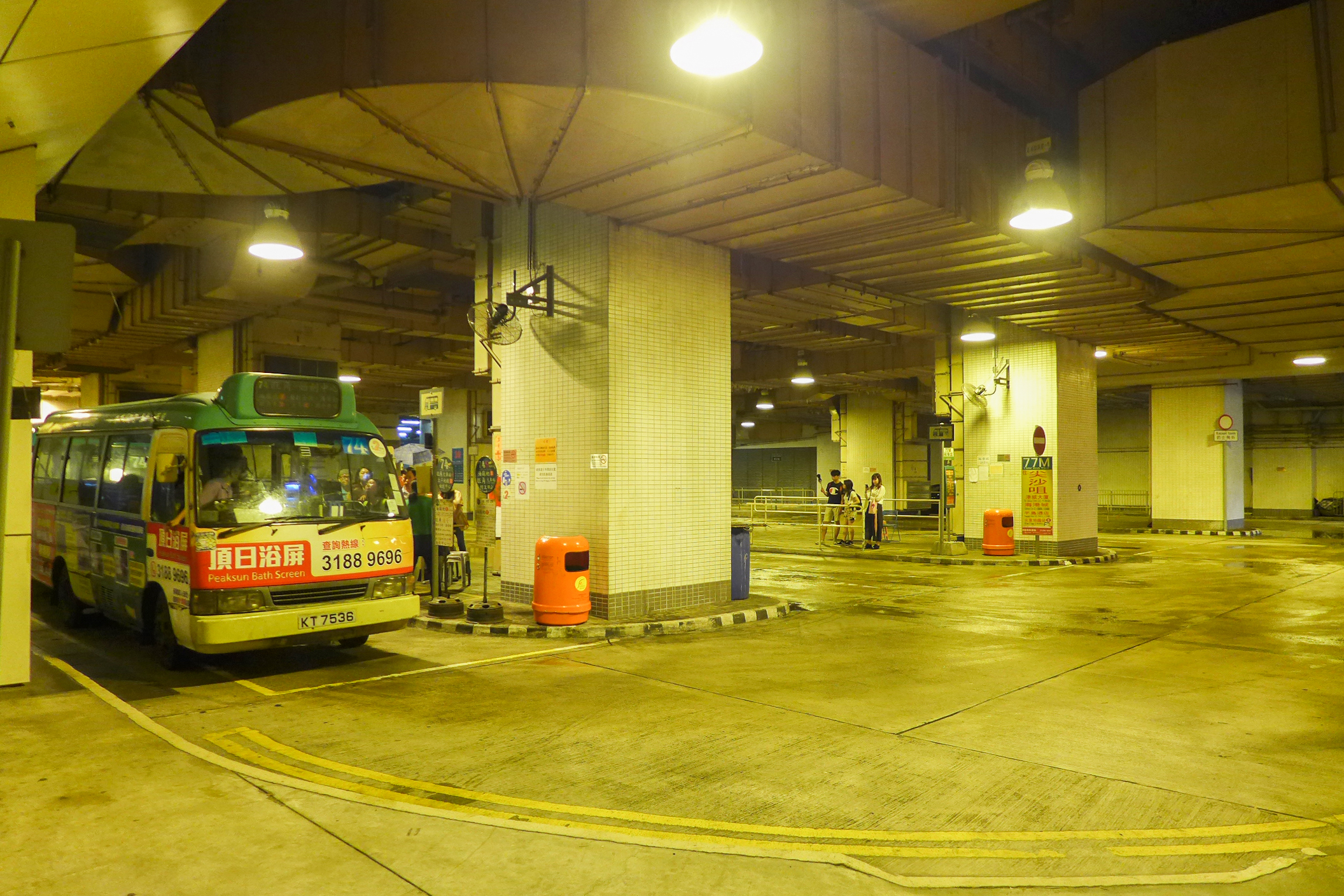
小巴站

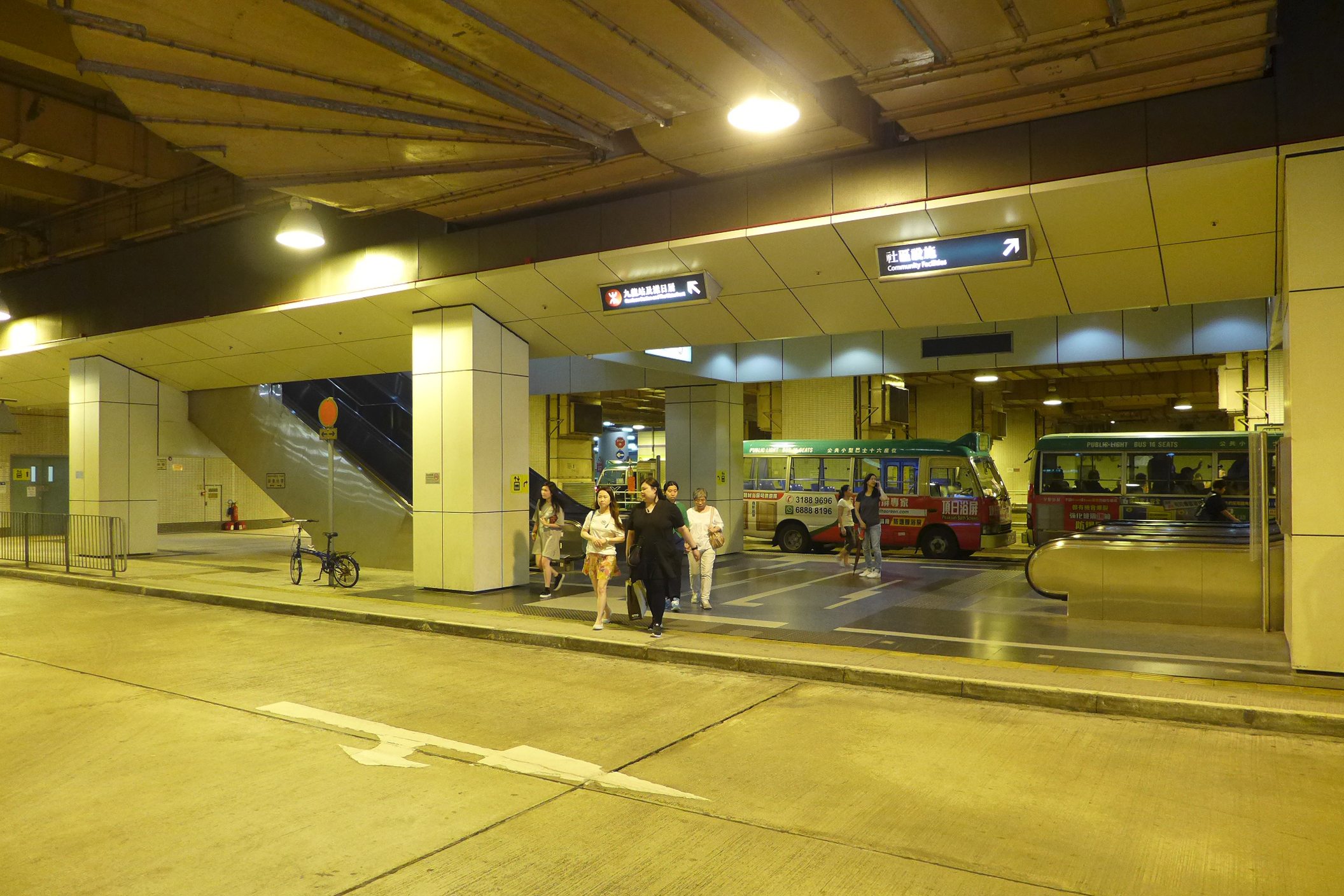
往上蓋圓方及漾日居社區設施的扶手電梯

九龍站公共運輸交匯處（英語：Kowloon Station Public Transport Interchange）位於九龍油尖旺區西九龍填海區雅翔道，連接港鐵九龍站及其上蓋物業Union Square，為一個室內坑狀公共運輸交匯處。現時有13條巴士路線及5條專綫小巴路線以此為總站。
廣深港高速鐵路香港段於2018年9月啟用後，本總站成為高鐵西九龍站接駁點之一。

## 歷史
- 1998年6月22日：九龍站公共運輸交匯處隨九龍站落成而同時啟用，由於當時鄰近的佐敦道碼頭巴士總站嚴重飽和，此總站啟用時隨即接收了不少使用該站和在附近泊街的巴士路線。
- 2009年12月20日：配合廣深港高速鐵路西九龍站建造工程，佐敦（匯翔道）巴士總站永久封閉，九龍巴士296D線及過海隧道巴士110線遷至此總站。
- 2012年6月10日：九龍巴士270A線的總站由此站遷往尖沙咀東（麼地道）巴士總站，不再途經此總站；九龍巴士270P線的總站則由中港城公共運輸交匯處遷至此站[1]。
- 2013年12月28日：配合過海隧道巴士118線路綫重組，過海隧道巴士110線改為循環綫，不再途經此總站[2][3][4]。
- 2015年12月28日：九龍巴士259B線的總站縮短至尖沙咀(中間道)，不再使用此站。[5]
- 2016年：九巴去除原先站名九龍鐵路站總站 (Kowloon Railway Station B/T)中的鐵路一詞，改成現稱。
- 2017年7月6日，九巴最後一輛丹尼士巨龍非低地台巴士(白板車)ADS235/JD4215行走8號線，在晚上九時左右抵達此站，大量巴士迷到場送別。

### 班次顯示屏
為方便乘客掌握巴士班次資訊，九巴於2016年在巴士總站站長室旁裝設班次顯示屏。然而，站長室外的電子顯示屏未能方便在各個月台候車的乘客，不少乘客認為顯示屏應安裝在巴士總站近扶手電梯的樁柱上。
經區議員反映意見後，運輸署、九巴，以及港鐵公司負責管理九龍站的物業管理公司代表一同於2017年3月6日到九龍站巴士總站進行實地視察，並同意在上述位置安裝班次顯示屏。九巴自行斥資於近扶手電梯的位置加裝顯示屏，工程於2017年內完成，至於現有站長室旁的顯示屏亦會保留。

## 過往路線
- 九龍巴士M1線
- 九龍巴士M2線
- 九龍巴士14線
- 過海隧道巴士110線(已遷至尖沙咀東（麼地道）公共運輸交匯處)
- 九龍巴士259B線 (已遷至中間道)
- 九龍巴士260X線(已遷至紅磡車站公共運輸交匯處)
- 九龍巴士270A線(已遷至尖沙咀東（麼地道）公共運輸交匯處)
- 九龍巴士X215線 (香港西九龍站開放日特別路線)
- 機場快綫穿梭巴士

## 車坑分佈

### 巴士總站車坑分佈
| 車坑分佈（以入口最左邊起計） | 車坑分佈（以入口最左邊起計） | 車坑分佈（以入口最左邊起計） |
| 車坑編號                     | 車坑數目                     | 路線                         |
| ---------------------------- | ---------------------------- | ---------------------------- |
| 1                            | 單坑                         | 城巴50、N50線                |
| 2                            | 單坑                         | 九龍巴士203E線               |
| 3                            | 單坑                         | 九龍巴士8線                  |
| 4                            | 雙坑                         | 九龍巴士213E、215X線         |
| 5                            | 雙坑                         | 九龍巴士95、296D線           |
| 6                            | 雙坑                         | 九龍巴士281A線               |
| 7                            | 單坑                         | 九龍巴士11線                 |

### 小巴總站
| 車坑分佈（以入口最左邊起計） | 車坑分佈（以入口最左邊起計） | 車坑分佈（以入口最左邊起計） |
| 車坑編號                     | 車坑數目                     | 路線                         |
| ---------------------------- | ---------------------------- | ---------------------------- |
| 1                            | 單坑                         | 的士站                       |
| 2                            | 單坑                         | 專線小巴26線                 |
| 3                            | 單坑                         | 專線小巴77M線                |
| 4                            | 單坑                         | 專線小巴74、74S線            |

九龍巴士8號線
- 尖沙咀碼頭 ↔ 九龍站

於1974年8月16日投入服務，1976年7月1日延長至尖沙咀碼頭，1999年2月28日延長至此，途經紅磡、何文田、油麻地及佐敦。
九龍巴士11線
- 鑽石山站 ↔ 九龍站

於1930年初投入服務，1997年11月2日延長至鑽石山地鐵站，1998年6月22日延長至此，途經黃大仙、新蒲崗、九龍城、馬頭圍、土瓜灣、紅磡及佐敦。
城巴50線
- 屯門（菁田及和田） ↔ 尖沙咀（九龍站）

於2022年7月18日投入服務，途經菁田邨、和田邨、欣田邨、兆康苑、紅橋、美孚（只限回程）、旺角、油麻地、佐敦及尖沙咀。
九龍巴士95線
- 翠林 ↔ 九龍站

九龍巴士203E線
- 彩虹 ↔ 九龍站

於1992年11月23日投入服務，1998年6月22日延長至此，2008年6月22日經服務重組後延長至彩虹，途經富山邨、慈雲山、新蒲崗、九龍城、旺角、油麻地及佐敦。
九龍巴士213E線
- 安達臣 ↔ 九龍站

於2025年8月18日投入服務，途經寶達邨、觀塘繞道、九龍灣、啟德隧道、東九龍走廊、紅磡、尖沙咀東及尖沙咀。
九龍巴士215P、215X線 
215P
- 藍田（廣田邨） → 九龍站

於2012年9月28日起投入服務，途經藍田碧雲道、油塘高超道、鯉魚門道、觀塘市中心、九龍灣、啟德隧道、東九龍走廊、尖沙咀東及尖沙咀，只於平日上午繁忙時間開出一班，為九龍巴士215X線的特別班次。
215X
- 藍田（廣田邨） ↔ 九龍站

於1995年5月22日投入服務，1998年6月22日延長至此，途經藍田碧雲道、啟田道、藍田站、觀塘市中心、偉業街（只限回程）、九龍灣、啟德隧道、東九龍走廊、紅磡、尖沙咀東及尖沙咀。
九龍巴士230R線
- 九龍站 ↔ 馬灣（珀欣路）

於2024年2月4日投入服務，途經連翔道、南昌站、青葵公路及青嶼幹線，只於星期六、日及公眾假期提供服務。
九龍巴士261B線
- 屯門（三聖邨） → 九龍站
- 掃管笏 → 九龍站（星期一至五上午特別班次）

於1994年11月2日投入服務，2010年1月9日經服務重組後延長至此，途經青山灣、香港黃金海岸、小欖、大欖、青龍頭、深井、屯門公路、荃灣路、西九龍走廊、旺角、油麻地、佐敦及尖沙咀，只於平日上午繁忙時間提供服務。
九龍巴士270P線
- 上水 → 九龍站

於2010年12月13日投入服務，2012年6月11日改以此為總站，途經清河邨、欣翠花園、嘉福邨、粉嶺站、華明邨、粉嶺公路、吐露港公路、青沙公路、大角咀、旺角、油麻地及佐敦，只於平日上午繁忙時間提供服務，為九龍巴士270A線的特別班次。
九龍巴士281A線
- 沙田（廣源） ↔ 九龍站

於1999年9月25日投入服務，途經愉翠苑、沙田第一城、沙田路、獅子山隧道、九龍塘、旺角花墟、旺角、油麻地、佐敦及尖沙咀。
九龍巴士296D線
- 尚德 ↔ 九龍站

於1998年10月23日投入服務，2009年12月20日改以此為總站，途經將軍澳隧道、觀塘繞道、啟德隧道、東九龍走廊、紅磡（只限回程）、佐敦及尖沙咀。
城巴N50線
- 尖沙咀（九龍站） ↔ 屯門（菁田及和田）

於2023年12月18日投入服務，50線的通宵版本，起訖點與走線跟50線相同，但繞經屯門市中心，只於每日深宵時段提供服務。
九龍區專線小巴26線
- 土瓜灣（浙江街） ↔ 九龍站

於1994年8月26日投入服務，2002年1月6日延長至此，途經紅磡、海逸豪園、黃埔花園、海濱南岸、紅磡站及佐敦。
九龍區專線小巴26A線
- 黃埔花園 ↺ 中港城

於2009年9月7日投入服務，2002年1月6日延長至此，途經半島豪庭、紅磡站及佐敦，只於平日上午繁忙時間提供服務。
九龍區專線小巴26D線
- 九龍站 ↔ 西九文化區藝術公園

九龍區專線小巴74線
- 九龍站 ↺ 旺角

於2002年10月17日投入服務，途經渡船角（只限去程）、佐敦、油麻地、廣華醫院、染布房街、九龍維景酒店（只限回程）、旺角東站、太子站及始創中心。
九龍區專線小巴74S線
- 九龍站 ↺ 何文田山道

於2003年投入服務，2008年3月17日延長至此，途經渡船角（只限去程）、佐敦、油麻地、廣華醫院、染布房街（只限去程）、九龍維景酒店（只限去程）及何文田山道。
九龍區專線小巴77M線
- 九龍站 ↺ 尖東站

於2003年8月28日投入服務，途經柯士甸站、尖沙咀廣東道及九龍公園徑（只限回程）。
接駁巴士
- 香港居民巴士KR14線
- 香港居民巴士NR769線

## 意外事件
2017年5月11日：一輛215X線往藍田方向的富豪B9TL（AVBWU492／US9301）駛離九龍站總站時失控撞牆，巴士車頭損毀，車長被困駕駛室內，另有兩名乘客受傷。

## 外部連結
- 九巴（页面存档备份，存于）